# Selenografiske koordinater
Selenografiske koordinater bruges til at bestemme steder på overfladen af Jordens måne. Ethvert sted på måneoverfladen kan bestemmes af to numeriske værdier, som svarer til bredde og længde på Jorden. Længden giver positionen øst eller vest for Månens nulmeridian, som er den længdegrad, der går gennem det punkt på måneoverfladen, som vender direkte mod Jorden. Det kan betragtes som midtpunktet af den synlige måne, når den ses fra jorden. Bredden giver positionen nord eller syd for månens ækvator. Begge disse koordinater anføres i grader.
Astronomerne definerede den grundlæggende position i det selenografiske koordinatsystem til at være det lille, skålformede satellitkrater 'Mösting A'. Koordinaterne for dette krater er defineret som:
| Bredde: | 3° 12' 43,2" |
| Længde: | 5° 12' 39,6" |
Koordinatsystemet er blevet præcist defineret ved lasermåling i måneafstandseksperimentet.
Alle positioner ud over 90° Ø eller 90° V ligger på månens "usynlige" bagside.

## Selenografisk colængde
Den selenografiske colængde er længdegraden for Månens morgenterminator, målt i antal grader i vestlig retning fra nulmeridianen. Morgenterminatoren danner en halvcirkel hen over Månen, hvor Solen netop begynder at stå op. Efterhånden som 
Månen fortsætter i sit kredsløb, øges længdegraden for denne linje. Værdien for den selenografiske colængde øges fra 0° til 359° i retning mod den fremadgående terminator.
Solopgang sker på nulmeridianen, når Månen når til første kvarter, efter en fjerdedel af en månedag. På dette sted er den selenografiske colængde ved solopgang defineret som 0°. Derfor vil colængden være øget til 90° på tidspunktet for fuldmåne, til 180° ved tredje kvarter, og ved nymåne når colængden værdien 270°. Bemærk, at Månen er næsten usynlig fra Jorden ved nymåne, undtagen under en solformørkelse.
En lav indfaldsvinkel for det modtagne sollys medvirker til at synliggøre enkeltheder i landskabet ved de skarpe skygger, de kaster. Derfor er området nær terminatoren sædvanligvis det gunstigste til at betragte eller fotografere månens landskaber gennem teleskop. Observatøren må kende terminatorens placering for at kunne planlægge sine observationer af det område, der ønskes betragtet, og den selenografiske colængde er nyttig til dette formål.
Den selenografiske længde for aftenterminatoren er lig colængden plus 180°.